# Condado de Lake (Dakota del Sur)
El condado de Lake (en inglés: Lake County, South Dakota), fundado en 1873, es uno de los 66 condados en el estado estadounidense de Dakota del Sur. En el 2000 el condado tenía una población de  11 276 habitantes en una densidad poblacional de  personas por km². La sede del condado es Madison.

## Geografía
Según la Oficina del Censo, el condado tiene un área total de 1489 km² (574,9 mi²), de la cual 1459 km² (563,3 mi²) es tierra y 31 km² (12,0 mi²) es agua.

### Condados adyacentes
- Condado de Brookings - noreste
- Condado de Moody - este
- Condado de Minnehaha - sureste
- Condado de McCook - suroeste
- Condado de Miner - oeste
- Condado de Kingsbury - noroeste

## Demografía
En el 2000 la renta per cápita promedia del condado era de $34 087, y el ingreso promedio para una familia era de $43 750. El ingreso per cápita para el condado era de $16 446. En 2000 los hombres tenían un ingreso per cápita de $28 994 versus $21 084 para las mujeres. Alrededor del 9.70% de la población estaba bajo el umbral de pobreza nacional.
| 1900 | 1910   | 1920   | 1930   | 1940   | 1950   | 1960   | 1970   | 1980   | 1990   | 2000   | Est. 2008 |
| ---- | ------ | ------ | ------ | ------ | ------ | ------ | ------ | ------ | ------ | ------ | --------- |
| 9137 | 10 711 | 12 257 | 12 379 | 12 412 | 11 792 | 11 764 | 11 456 | 10 724 | 10 550 | 11 276 | 11 693    |

## Ciudades y pueblos
- Chester
- Franklin
- Junius
- Madison
- Nunda
- Ramona
- Rutland
- Wentworth
- Winfred

## Mayores autopistas
- Carretera de U.S. 81
- Carretera Dakota del Sur 19
- Carretera Dakota del Sur 34

## Lagos
- Buffalo Slough
- Brandt Lake
- Davis Slough
- Gilman Lake
- Green Lake
- Lake Badus
- Lake Herman
- Lake Madison
- Long Lake
- Mud Lake
- Pelican Lake
- Round Lake